# Giacomo Cirulli
Giacomo Cirulli (Cerignola, 25 settembre 1952) è un vescovo cattolico italiano, dal 14 settembre 2017 vescovo di Teano-Calvi, dal 26 febbraio 2021 vescovo di Alife-Caiazzo e dal 23 febbraio 2023 vescovo di Sessa Aurunca.

## Biografia
È nato a Cerignola, nell'omonima diocesi, il 25 settembre 1952.

### Formazione e ministero sacerdotale
Dopo la maturità classica e la laurea in medicina e chirurgia presso l'Università degli Studi di Napoli Federico II (1981), è entrato nell'Almo collegio Capranica a Roma.
Ha conseguito il baccellierato in teologia presso la Pontificia Università Gregoriana di Roma. Nel 1984 ha conseguito la licenza in sacra scrittura presso il Pontificio Istituto Biblico sempre a Roma.
Il 7 dicembre 1982 è stato ordinato presbitero, nella chiesa di san Domenico a Cerignola, dal vescovo Mario Di Lieto.
Dal 1988 è stato direttore della Caritas diocesana e responsabile degli obiettori di coscienza presso la Caritas regionale dal 1989 al 1994. Nella sua lunga esperienza di impegno civile, ha cooperato con l'arcidiocesi di Tirana-Durazzo in Albania, dove ha fondato opere sociali, costruendo anche una chiesa dedicata a Sant'Antonio di Padova, facendosi portavoce delle sofferenze di quel popolo ed ottenendo in seguito anche la cittadinanza onoraria. Dal 1996 è stato rettore del seminario diocesano e vicario episcopale per i ministeri e la formazione permanente del clero. Ha lasciato questi incarichi nel 2001 divenendo parroco della parrocchia Beata Vergine Maria Addolorata a Orta Nova, esorcista della diocesi e vicario foraneo.
Dopo aver insegnato sacra scrittura presso la facoltà teologica pugliese dal 1992 al 2011, è stato nominato vicario episcopale per la cultura nel 2012, primo coordinatore degli esorcisti di Puglia nel 2015 e vicario generale della diocesi nel 2016.
Dal 1º agosto 1996 è cappellano di Sua Santità.

### Ministero episcopale

Mons. Cirulli durante la sua ordinazione episcopale, il 7 dicembre 2017.

Il 14 settembre 2017 papa Francesco lo ha nominato vescovo di Teano-Calvi; è succeduto ad Arturo Aiello, precedentemente nominato vescovo di Avellino. Il 7 dicembre successivo ha ricevuto l'ordinazione episcopale, nella cattedrale di Cerignola, dal vescovo Luigi Renna, vescovo di Cerignola-Ascoli Satriano, co-consacranti i vescovi Nunzio Galantino, segretario della Conferenza Episcopale Italiana, e Felice di Molfetta, emerito di Cerignola-Ascoli Satriano. Il 27 dicembre ha preso possesso canonico della diocesi.
Il 26 febbraio 2021, papa Francesco unisce in persona episcopi le diocesi di Teano-Calvi e di Alife-Caiazzo, e lo nomina vescovo anche di quest'ultima. Il 14 marzo successivo ha preso possesso canonico della diocesi.
Il 23 febbraio 2023 lo stesso papa unisce in persona episcopi le diocesi di Teano-Calvi, di Alife-Caiazzo e di Sessa Aurunca, e lo nomina vescovo anche di quest'ultima sede, di cui era già amministratore apostolico dal 3 dicembre 2022, a seguito del trasferimento di Orazio Francesco Piazza alla diocesi di Viterbo. Il 19 marzo successivo ha preso possesso canonico della diocesi.

## Genealogia episcopale
La genealogia episcopale è:
- Cardinale Scipione Rebiba
- Cardinale Giulio Antonio Santori
- Cardinale Girolamo Bernerio, O.P.
- Arcivescovo Galeazzo Sanvitale
- Cardinale Ludovico Ludovisi
- Cardinale Luigi Caetani
- Cardinale Ulderico Carpegna
- Cardinale Paluzzo Paluzzi Altieri degli Albertoni
- Papa Benedetto XIII
- Papa Benedetto XIV
- Cardinale Enrico Enriquez
- Arcivescovo Manuel Quintano Bonifaz
- Cardinale Buenaventura Córdoba Espinosa de la Cerda
- Cardinale Giuseppe Maria Doria Pamphilj
- Papa Pio VIII
- Papa Pio IX
- Cardinale Alessandro Franchi
- Cardinale Giovanni Simeoni
- Cardinale Antonio Agliardi
- Cardinale Basilio Pompilj
- Cardinale Adeodato Piazza, O.C.D.
- Cardinale Sebastiano Baggio
- Arcivescovo Andrea Mariano Magrassi, O.S.B.
- Arcivescovo Francesco Cacucci
- Arcivescovo Luigi Renna
- Vescovo Giacomo Cirulli

## Araldica
| Stemma | Interpretazione |
| ------ | --- |
|        | Lo scudo è diviso verticalmente in due campiture, la prima in rosso e la seconda in argento. Il rosso è il colore dell'amore e del sangue: l'amore intenso e assoluto del Padre che invia il Figlio a immolarsi per la nostra salvezza. L'argento è il simbolo della trasparenza, quindi della Verità e della Giustizia, doti su cui poggia l'impegno pastorale del Vescovo. Anche la stella, il simbolo che più frequentemente troviamo nell'iconografia mariana, è in argento e il richiamo alla trasparenza, in questo caso, identifica la purezza verginale della Nostra Madre Celeste. Il presule è stato ordinato Presbitero e Vescovo nei primi vespri della solennità dell'Immacolata Concezione. Il pane spezzato rimanda all'eucaristia, sacramento memoriale istituito da Gesù; rimanda al pane della condivisione fraterna con i poveri (l'impegno della Caritas ha caratterizzato per anni il ministero del Vescovo) e a Sant'Antonio di Padova, titolare della parrocchia omonima a Cerignola guidata da Mons. Cirulli per 12 anni (1984 - 1996) e patrono della città di Orta Nova, dove è stato parroco (2001 - 2017). Il libro simboleggia la Parola di Dio, strumento di salvezza giunto a noi tramite la Sacra Scrittura; su di esso campeggia una croce gemmata, simbolo glorioso della Resurrezione di Nostro Signore Gesù Cristo. Vengono così richiamati la centralità del kerigma nella predicazione, l'attività di docente di Sacra Scrittura e il giorno dell'elezione a Vescovo nella festa dell'Esaltazione della Croce il 14 settembre. Il motto scelto è Superimpendar pro animabus vestris (Mi consumerò per le vostre anime). |